# Aeroportul Municipal Bay City
Aeroportul Municipal Bay City (IATA: BBC, ICAO: KBYY, FAA LID: BYY) este un aeroport din Texas, Statele Unite ale Americii ce deservește zona Bay City⁠(d). Aeroportul a fost tranzitat în 2017 de 20 de pasageri. A fost numit după zona deservită.
Situat la o altitudine de 13 m, aeroportul dispune de 1 pistă.

## Infrastructură

### Piste
Aeroportul dispune de o singură pistă. Pista 13/31 are suprafața de asfalt și dimensiunile 5.107 picioare × 75 picioare. 